# 무카이시마정
무카이시마정(向島町)은 히로시마현 미쓰기군에 존재했던 정이다. 오노미치시가지 남쪽의 무카이섬의 중-서부와 이와코지마, 시모에후지마 등으로 구성되어 있었다. 2005년 3월 28일에, 미쓰기군 미쓰기정과 함께 오노미치시에 편입되었기 때문에 동시에 미쓰기군도 소멸하였다.

## 역사
- 1889년 4월 1일 - 시정촌제 시행에 의해 미쓰기군 무카이시마니시촌이 성립하였다.
- 1950년 10월 1일 - 정으로 승격, 개칭해 무카이시마정이 성립하였다.
- 2005년 3월 28일 - 무카이시마정과 미쓰기군 미쓰기정 등 2개 정이 오노미치시에 편입합병되고 소멸하였다.

## 교통

### 도로
- 니시세토 자동차도
- 국도 제317호선 (일본)(일본어판)